# (288955) 2004 TO6
(288955) 2004 TO6 è un asteroide della fascia principale. Scoperto nel 2004, presenta un'orbita caratterizzata da un semiasse maggiore pari a 2,581454 UA e da un'eccentricità di 0,165265, inclinata di 15,927907° rispetto all'eclittica.
Fa parte della famiglia di asteroidi Maria.